# Leptobrachium
A Leptobrachium a kétéltűek (Amphibia) osztályába, a békák (Anura) rendjébe és a csücskösásóbéka-félék (Megophryidae) családjába tartozó nem.
Jellemzőjük a zömök test és a karcsú, rövid hátsó végtag. A faj azonosításában a szivárványhártya színe jelentős segítséget nyújt (például a Leptobrachium bompu esetében a kék szem); egyes fajoknál a szivárványhártya egyforma színű, míg más fajok esetében a felső fele színes, az alsó fele sötét színű.

## Elterjedése
A nembe tartozó fajok Kínában, India északkeleti részén, az egykori Szunda-szárazföld szigetein, valamint a Fülöp-szigeteken honosak.

## Rendszerezés
A nembe az alábbi fajok tartoznak:
- Leptobrachium abbotti (Cochran, 1926)
- Leptobrachium ailaonicum (Yang, Chen & Ma, 1983)
- Leptobrachium banae Lathrop, Murphy, Orlov & Ho, 1998
- Leptobrachium bompu Sondhi & Ohler, 2011
- Leptobrachium boringii (Liu, 1945)
- Leptobrachium buchardi Ohler, Teynié & David, 2004
- Leptobrachium chapaense (Bourret, 1937)
- Leptobrachium guangxiense Fei, Mo, Ye & Jiang, 2009
- Leptobrachium gunungense Malkmus, 1996
- Leptobrachium hainanense Ye & Fei, 1993
- Leptobrachium hasseltii Tschudi, 1838
- Leptobrachium hendricksoni Taylor, 1962
- Leptobrachium huashen Fei & Ye, 2005
- Leptobrachium ingeri Hamidy, Matsui, Nishikawa & Belabut, 2012
- Leptobrachium kanowitense Hamidy, Matsui, Nishikawa & Belabut, 2012
- Leptobrachium kantonishikawai Hamidy & Matsui, 2014
- Leptobrachium leishanense (Liu & Hu, 1973)
- Leptobrachium leucops Stuart, Rowley, Tran, Le & Hoang, 2011
- Leptobrachium liui (Pope, 1947)
- Leptobrachium lumadorum Brown, Siler, Diesmos & Alcala, 2010
- Leptobrachium lunatum Stuart, Som, Neang, Hoang, Le, Dau, Potter, & Rowley, 2020
- Leptobrachium mangyanorum Brown, Siler, Diesmos & Alcala, 2010
- Leptobrachium masatakasatoi Matsui, 2013
- Leptobrachium montanum Fischer, 1885
- Leptobrachium mouhoti Stuart, Sok & Neang, 2006
- Leptobrachium ngoclinhense (Orlov, 2005)
- Leptobrachium nigrops Berry & Hendrickson, 1963
- Leptobrachium promustache (Rao, Wilkinson & Zhang, 2006)
- Leptobrachium pullum (Smith, 1921)
- Leptobrachium rakhinensis Wogan, 2012
- Leptobrachium smithi Matsui, Nabhitabhata & Panha, 1999
- Leptobrachium sylheticum Al-Razi, Maria, & Poyarkov, 2021
- Leptobrachium tagbanorum Brown, Siler, Diesmos & Alcala, 2010
- Leptobrachium tenasserimense Pawangkhanant, Poyarkov, Duong, Naiduangchan, & Suwannapoom, 2018
- Leptobrachium tengchongense Yang, Wang, & Chan, 2016
- Leptobrachium waysepuntiense Hamidy & Matsui, 2010
- Leptobrachium xanthops Stuart, Phimmachak, Seateun & Sivongxay, 2012
- Leptobrachium xanthospilum Lathrop, Murphy, Orlov & Ho, 1998